# Meñaca
Meñaca (oficialmente en euskera: Meñaka) es un municipio de la provincia de Vizcaya, País Vasco (España).

## Demografía
Meñaca cuenta con una población de 767 habitantes (INE 2024).
| Gráfica de evolución demográfica de Meñaca entre 1842 y 2021 |
| |
| Población de derecho según los censos de población del INE Población de hecho según los censos de población del INEEn estos censos se denominaba Meñaca: 1842, 1857, 1860, 1877, 1887, 1897, 1900, 1910, 1920, 1930, 1940, 1950, 1960, 1970 y 1981 |

## Administración y política

### Gobierno municipal
| Partido político                                              | 2023  | 2023  | 2023       | 2019  | 2019  | 2019       | 2015  | 2015  | 2015       | 2011  | 2011  | 2011       | 2007  | 2007  | 2007       |
| Partido político                                              | %     | Votos | Concejales | %     | Votos | Concejales | %     | Votos | Concejales | %     | Votos | Concejales | %     | Votos | Concejales |
| Euskal Herria Bildu (EH Bildu)-Bildu                          | 66,47 | 341   | 5          | 67,06 | 340   | 5          | 67,46 | 313   | 5          | 67,46 | 313   | 5          | –     | –     | –          |
| Euzko Alderdi Jeltzalea-Partido Nacionalista Vasco (EAJ-PNV)  | 30,79 | 158   | 2          | 31,36 | 159   | 2          | 31,03 | 144   | 2          | 31,03 | 144   | 2          | 33,59 | 172   | 2          |
| Partido Popular del País Vasco (PP)                           | 1,36  | 7     | 0          | 0,39  | 2     | 0          | –     | –     | –          | –     | –     | –          | 0     | 0     | 0          |
| Partido Socialista de Euskadi-Euskadiko Ezkerra (PSE-EE PSOE) | –     | –     | –          | –     | –     | –          | –     | –     | –          | 0     | 0     | 0          | 0     | 0     | 0          |
| Eusko Alkartasuna (EA)                                        | –     | –     | –          | –     | –     | –          | –     | –     | –          | –     | –     | –          | 37,89 | 194   | 3          |
| Eusko Abertzale Ekintza-Acción Nacionalista Vasca (EAE-ANV)   | –     | –     | –          | –     | –     | –          | –     | –     | –          | –     | –     | –          | 27,93 | 143   | 2          |

### Organización territorial
El municipio está compuesto por tres barrios.
El principal barrio del municipio es San Lorenzo de Mesterica (Mesterika). Es un pequeño barrio de caseríos a media ladera agrupados en torno a la iglesia parroquial, el ayuntamiento y el frontón. Mesterica se encuentra muy cerca de la carretera que une Munguía con Bermeo. Cerca de Mesterica se encuentra el barrio de Ametzas.
Los otros barrios del municipio son Andra Mari de Meñacabarrena (Meñakabarrena), en una zona llana al sur del municipio y Santa Elena de Emerando (Emerando), al norte del municipio y en las faldas del monte Sollube. Estos son barrios de caseríos que toman su nombre de sendas ermitas.

## Personas destacadas
Meñaca es la localidad natal de:
- Miguel Ángel Lotina (1957-): entrenador de fútbol. Ha entrenado entre otros equipos punteros de la Liga española a RCD Español, Celta de Vigo, Osasuna y Numancia.
- Luis Baraiazarra (1940-): escritor en lengua vasca y fraile carmelita.[7]
- Juan José Garmendia (nacido a finales del siglo XIX): organista y compositor.